# Бюсси д’Амбуаз (пьеса)
«Бюсси д’Амбуаз» или «Бюсси д’Амбуа» (англ. Bussy D'Ambois) — стихотворная трагедия английского драматурга Джорджа Чапмена, написанная примерно в 1604 году.
Действие пьесы происходит в 1570-х годах при дворе короля Франции Генриха III. Главный герой — Луи де Клермон, сеньор де Бюсси д’Амбуаз, сильная и героическая личность, которая сталкивается с интригами высшего общества. Во имя любви Бюсси приходится идти на компромисс со своими представлениями о чести, и это делает неизбежной его гибель.
Образ Бюсси, слабо связанный с реальным историческим персонажем, создавался Чапменом под влиянием стоической философии (Эпиктета, Марка Аврелия и особенно Сенеки). Исследователи видят в пьесе и влияние Кристофера Марло с его культом сильной личности.